# Vamos pentear nossos cabelos de acordo com o estilo socialista
Vamos pentear nossos cabelos de acordo com o estilo socialista (em coreano:사회주의적생활양식에 맞게 머리단장을 하자 ) foi um programa de televisão produzido pelo governo norte-coreano, parte de uma campanha promovendo padrões de higiene e etiqueta realizada entre 2004 e 2005.
Foi exibido originalmente na capital Pyongyang pelo canal estatal Korean Central Television, com trechos retransmitidos posteriormente pela BBC 1. O programa afirmava que o comprimento do cabelo pode afetar a inteligência humana, em parte devido à escassez de nutrientes para o resto do corpo, que seriam supostamente desviados em favor do crescimento capilar.

## Série de TV
A série teve início em 2004 como parte do programa fixo Senso Comum. No outono do mesmo ano, uma abrangente campanha midiática começou a promover regras de higiene e etiqueta para homens. O programa encorajava os cortes de cabelo curtos, dizendo que o comprimento ideal deveria ser mantido entre 1 cm e 5 cm, recomendando ainda o corte a cada 15 dias. Os cortes de cabelo oficiais do país, por outro lado, permitem que homens com mais de 50 anos de idade deixem o cabelo do topo da cabeça crescer até 7 cm para disfarçar a calvície.
Os primeiros cinco episódios da série apresentavam cortes de cabelo oficialmente sancionados, enquanto episódios posteriores deram um passo além ao expôr certos indivíduos como exemplos a não serem seguidos. A cada demonstração, o programa revelava o nome e local de origem da pessoa através de legendas ou narração. Em um determinado episódio, por exemplo, um cidadão norte-coreano chamado sr. Ko Gwang Hyun, cujo penteado mal cuidado cobria suas orelhas, foi mostrado como um modelo negativo, com o narrador comentando: "Não podemos evitar de questionar o gosto cultural deste camarada, que é incapaz de se sentir envergonhado por seu penteado. Como podemos esperar que um homem com um cabelo tão desgrenhado cumpra seus deveres de forma satisfatória?".